# Riama simotera
Riama simotera — вид ящірок родини гімнофтальмових (Gymnophthalmidae). Мешкає в Колумбії і Еквадорі.

## Поширення і екологія
Riama simotera мешкають в Андах на кордоні Колумбії і Еквадору. Вони живуть на високогірних луках парамо та в лісах субпарамо. Зустрічаються на висоті від 2500 до 3340 м над рівнем моря.

## Збереження
МСОП класифікує цей вид як такий, що перебуває під загрозою зникнення. Riama simotera загрожує знищення природного середовища.